# Comuna Ordanivka, Dîkanka
Ordanivka (în ucraineană Орданівка) este o comună în raionul Dîkanka, regiunea Poltava, Ucraina, formată din satele Cerneșciîna, Horbativka, Iarohivka, Ordanivka (reședința) și Topolivka.

## Demografie
Componența lingvistică a comunei Ordanivka
     Ucraineană (92,91%)
     Rusă (5,74%)
     Alte limbi (0,9%)
Conform recensământului din 2001, majoritatea populației comunei Ordanivka era vorbitoare de ucraineană (92,91%), existând în minoritate și vorbitori de rusă (5,74%).